# 朱利亚诺·戈齐
朱利亚诺·戈齐（1894年8月7日—1955年1月18日）是圣马力诺法西斯主义政治家，圣马力诺法西斯党和圣马力诺法西斯共和党的主要缔造者，在1923年到1942年间5次担任圣马力诺执政官。他也是第二次世界大战中欧洲地区的法西斯主义国家领导人之一。

## 生平

### 早年生活
戈齐在1914年到1915年间于博洛尼亚大学学习，获得了法学学士学位。1915年，他作为意大利皇家陆军参加了第一次世界大战。 同年11月，他作为阿尔卑斯山地军团的一员被派往博伊特山谷和托法内前线，并在那里获得了铜质军事勇气勋章。
1916年，他晋升为中尉。1917年夏天，他参与镇压了都灵的反戰運動。同年11月，意大利在卡波雷托战役中失利后，他随阿尔卑斯山地军团第6蒙特帕苏比奥营重返前线，参加了对抗同盟国的蒙特格拉帕战役。
战争结束时，戈齐获得了金质勇气勋章、意大利红十字会银质勋章、圣马力诺共和国银质勋章和盟军胜利勋章。

### 从政生涯
1918年4月，圣马力诺大议会任命戈齐为外交部长，直到1943年卸任。此外，在1923年到1942年间他曾5次担任圣马力诺执政官，他还曾担任代理内政部长。在1923-1943年间，他是圣马力诺事实上的领导人。1922年8月10日，戈齐成立了圣马力诺法西斯党，到1923年大选时，该党已成为唯一合法政党。
1939年，他与意大利国王维克托·伊曼纽尔三世签署了《意大利和圣马力诺睦邻友好公约》，该公约至今仍然有效。1942年9月17日，即意大利颁布1938年意大利种族法四年后，戈齐颁布了第33号种族法，禁止圣马力诺人与外国人或犹太人通婚，唯与非犹太意大利人的婚姻仍被允许。
1944年，戈齐作为法西斯党成员被审判，从此在政坛中逐渐销声匿迹。
1946年，时任执政官颁布法令废除贵族头衔制度，他继承自父系的伯爵头衔遭撤销，同时他的公民功绩一等金质奖章亦被撤销，他颁布的种族法律也同样遭到废除。
与他同名的另一个朱利亚诺·戈齐也是一位圣马力诺政治家，曾在1768年至1796年间担任圣马力诺执政官9届。

## 后世影响与纪念
2014年的阿伦戈请愿中出现了一项以朱利亚诺·戈齐的名字命名圣马力诺市的Il Contradino路的请求，亚历山德罗·佩尔蒂尼圣马力诺协会对此表示强烈反对，该请求最终被大议会以26票反对、2票赞成、2票弃权的表决结果否决。该协会同时批评了行政部门允许以色列大屠杀纪念馆代表团访问戈齐家族的行为。
2014年1月，来自以色列的大屠杀纪念馆代表团访问了戈齐家族并与戈齐的曾孙女保拉·芭芭拉·戈齐进行了交流。宝拉随后撰写了一篇文章：
“......为什么法西斯分子戈齐会为了保护犹太家庭免受意大利和德国的迫害而危及自己的生命和政治地位？ 我回答说这只是出于人道主义原因，没有其他答案......”
“......我的家人也衷心感谢当局为真相而努力，并为圣马力诺同胞们赢得了声誉，他们为这一值得称赞和无私的人道主义行动做出了贡献......。”
原文：
"...Per quale motivo Gozi, il Fascista, ha messo in repentaglio la sua vita e la sua posizione politica difendendo famiglie ebree da persecuzioni italiane e tedesche? ; risposi che era unicamente per slancio umanitario, non c’è altra risposta…"

"...La mia famiglia ringrazia sentitamente anche le Autorità che si stanno prodigando per la verità e per dare lustro ai propri concittadini sammarinesi che hanno contribuito a questo lodevole e disinteressato atto umanitario..."
亚历山德罗·佩尔蒂尼圣马力诺协会认为，通过这种方式，戈齐可能被认可为是圣马力诺犹太人的保护者。
2015年，保拉·芭芭拉·戈齐出版了朱利亚诺·戈齐的传记《朱利亚诺·戈齐：一个男人一个家园》（Giuliano Gozi. Un Uomo, una Patria di Paola Barbara Gozi）并将其介绍给了时任执政官洛雷拉·斯特凡内利和尼古拉·伦齐。